# Wrak (zespół muzyczny)
Wrak – polski zespół soul-funkowy, powstały w Słupsku i działający w latach 1981–1985.

## Historia
Formacja powstała w 1981 roku z inicjatywy studentów Wyższej Szkoły Pedagogicznej w Słupsku. W skład grupy wchodzili: Marek Kowalczyk (lider; śpiew, instrumenty klawiszowe, Jacek Czernicki (gitara), Grzegorz Dębniak (gitara), Edmund Wrycz-Rekowski (gitara basowa) i Tomasz Karbowiak (perkusja). W skład, często zmieniającej się sekcji dętej, wchodzili m.in.: Witold Poprawski, Jacek Mazurkiewicz, Jan Abolik – saksofony; Krzysztof Słobodzian, Marek Gawkowski, Marek Żwirdowski, Wiesław Orłowski – trąbki. Od strony menedżerskiej i promocyjnej, zespół wspomagany był w pierwszej fazie swej działalności przez Wincentego Stachowskiego, zaś później m.in. przez Mariusza Myśliwca. Członkowie grupy tworzyli własne, autorskie piosenki, grając muzykę wzorowaną m.in. na takich wykonawcach jak: Earth, Wind & Fire (było to główne źródło inspiracji zespołu) czy utwory Quincy'ego Jonesa. W 1982 roku Wrak zarejestrował swoje pierwsze utwory w PR Gdańsk (Satysfakcja, Wspomnienie) i brał udział w wielu imprezach ogólnopolskich, takich jak m.in. Open Rock '82 w Krakowie, czy OMPP we Wrocławiu, gdzie został laureatem „Złotej Dziesiątki”. Utwór Małolat zarejestrowany podczas kolejnej sesji nagraniowej zespołu, która miała miejsce w PR Szczecin w roku 1982 (nagrano także utwory: Daleki świat i Ty a obłok ja), umożliwiło prezentację zespołu na antenie całego kraju. W 1983 roku grupa wygrała telewizyjny konkurs młodych talentów „Najlepszy z ośmiu“ w Krakowie oraz wystąpiła na XX KFPP w Opolu. Zespół był wielokrotnie prezentowany m.in. na antenie audycji radiowej Lato z radiem, a także w Programie I PR i Programu III PR. W 1983 r. został program telewizyjny udziałem Wraku, emitowany w sobotni wieczór w TVP2. Słupska formacja współpracowała z wieloma muzykami, występującymi gościnnie podczas nagrań i np. swą drugą sesję nagraniową w studio PR Szczecin w 1984 roku, zaprosiła Piotra Zandera, wówczas gitarzysty zespołu Lombard. Inni goście to m.in.: Piotr Tomys, Andrzej Kubaczyk czy Janusz Vogelsinger. W 1985 roku po zmianie perkusisty na Daniela Olewnika, zespół zarejestrował utwory Moja natura i Wody smak podczas swej ostatniej sesji nagraniowej w PR Szczecin i zakończył działalność.